# 광주남부경찰서
광주남부경찰서(光州南部警察署, Gwangju Nambu Police Station)는 광주광역시경찰청이 관할하는 경찰서 중 하나이다. 광주광역시 남구 일대를 관할한다. 광주광역시 남구 용대로 74번 안길 9-5(봉선동 26-13)에 위치하고 있다.
서장은 총경으로 보한다.

## 관할 파출소 및 지구대
광주남부경찰서는 3개의 지구대와 3개의 파출소를 산하에 두고 있다.
| 명칭       | 사진 | 주소               | 관할구역 | 치안센터 |
| ---------- | ---- | ------------------ | -------- | -------- |
| 백운지구대 |      | 월산로30길         |          |          |
| 방림지구대 |      | 대남대로149길 8    |          |          |
| 효덕지구대 |      | 화산로 27          |          |          |
| 양림파출소 |      | 천변좌로 410       |          |          |
| 주월파출소 |      | 회재로1217길 13-45 |          |          |
| 대촌파출소 |      | 고싸움로 136       |          |          |

## 같이 보기
- 광주광역시지방경찰청